# Xã Newton, Quận Lackawanna, Pennsylvania
Xã Newton (tiếng Anh: Newton Township) là một xã thuộc quận Lackawanna, tiểu bang Pennsylvania, Hoa Kỳ. Năm 2010, dân số của xã này là 2.846 người.